# Новая Черневка
Новая Че́рневка (бел. Новая Чэрнеўка) — деревня в составе Черневского сельсовета Дрибинского района Могилёвской области Республики Беларусь.

## Население
- 1999 год — 26 человек
- 2010 год — 15 человек